# Михайлівська сільська рада (Томаківський район)
| Михайлівська сільська рада — колишній орган місцевого самоврядування у Томаківському районі Дніпропетровської області з адміністративним центром у с. Михайлівка. Сільській раді підпорядковані населені пункти: - с. Михайлівка - с. Гарбузівка - с. Новокатьощине - с. Чайки |

## Склад ради
Рада складається з 16 депутатів та голови.

## Керівний склад сільської ради
| ПІБ                         | Основні відомості                                                                     | Дата обрання | Дата звільнення |
| --------------------------- | ------------------------------------------------------------------------------------- | ------------ | --------------- |
| Козлова Марія Олексіївна    | Сільський голова, 1956 року народження, освіта, позапартійна                          | 26.03.2006   | 31.10.2010      |
| Ковальов Віталій Вікторович | Сільський голова, 1966 року народження, освіта середня загальна, член Партії регіонів | 31.10.2010   |                 |

Примітка: таблиця складена за даними джерела